# El Serrat
El Serrat es una villa de montaña en la parroquia de Ordino, Andorra.

## Geografía
Está situado a 1539 m s. n. m., en la cabecera del valle de Ordino.
En el año 2015 tenía 186 habitantes.
Es un destino popular para esquiadores.

## Patrimonio
En este lugar está la iglesia de Sant Pere del Serrat.